# A.V.A. - Akademija za vizualne umetnosti
A.V.A. je nova akademija za vizualne umetnosti, ki bo nudila mednarodno priznan interdisciplinarni študij klasičnih in novih programov vizualnih umetnosti.

## Vsebina
Neprofitni zavod 'Inštitut A.V.A. – Akademija za vizualne umetnosti' je bil ustanovljen 27. decembra 2007 in registriran v Ljubljani dne 23. januarja 2008. Cilj zavoda je v Sloveniji uvesti sodoben interdisciplinarni študij umetnosti.
Študenti ob koncu študija pridobijo mednarodno veljavno diplomo (BA Hons.).

## Študijski programi
Temeljni študiji umetnosti in oblikovanja
Temeljni študiji ponujajo raziskovanje vseh tradicionalnih in modernih vidikov vizualnih umetnosti.
To je prvi letnik, ki v prvih dveh trimestrih skozi projektno delo predstavi večino vizualnih praks: slikarstvo, kiparstvo, grafično oblikovanje, 3d oblikovanje, scenografijo, kostumografijo, fotografijo, film, video in performans. 
Skozi strukturiran program objektivnega risanja, modeliranja in vizualnih študij se razvijajo spretnosti, ki omogočajo študentom identificirati svoje kreativne potenciale. Skozi projekte se predstavijo vsi postopki, načini obdelave, tehnični pristopi, orodja in njihova uporaba (od čopiča, modelirke do kamere, fotoaparata in računalnika… ), materiali, načini njihove uporabe in aplikacije. Na podlagi osvojenega znanja študenti pridobijo vizijo in smer svojega nadaljnjega izobraževanja.
Likovna umetnost
Interdisciplinarni 3-letni študij likovne umetnosti združuje uporabo novih teorij in tehnologij z že uveljavljenimi praksami, kot so objektivno risanje, slikanje, modeliranje, fotografija, film in video, instalacija, performans. Študij je osredotočen na razvijanje širokega spektra pristopov, procesov in načinov realizacije likovnih del ter možnosti kombiniranja različnih umetniških praks v kontekstu likovnega dela.
Prva faza študija je namenjena obširni predstavitvi likovnih praks in načinov likovnega izražanja skozi risanje, slikanje, modeliranje, fotografijo, video in film.
V procesu naslednjih dveh let študija imajo študenti več možnosti pristopa podanim ali izbranim temam in se po lastnih nagibih znotraj programa odločajo za projekte in njihovo realizacijo ter s tem izbirajo lastno smer razvoja v eni od možnih likovnih disciplin ali pa pristopijo multidisciplinarno: film in video, inštalacija, kombinacija 2d in 3d …
Študenti na širokem polju likovnih praks sami izbirajo medij ali način, ki omogoča realizacijo njihovih idej in kreativnih ciljev. Po študiju lahko delujejo na širšem likovnem področju- od slikarstva, kiparstva, inštalacije, performansa, do filma in videa.
Konceptualizacija prostora
Konceptualizacija prostora je 3-letni študij, ki temelji v osnovi na likovnih praksah, združuje pa prvine likovne umetnosti (predvsem slikarstva in kiparstva), arhitekture, filma, videa in gledališča. Študij združuje uporabo novih teorij in tehnologij z že uveljavljenimi praksami, kot so objektivno risanje in modeliranje, izdelava 'story boardov', maket in tehničnih načrtov.
V prvem letu specializacije se skozi projektno delo na individualnem nivoju predstavi vse prvine in načine snovanja in ustvarjanja prostora, v katerem se odvija filmsko snemanje, televizijsko snemanje - studio, gledališka predstava ali performans.
V  procesu naslednjih dveh let študija imajo študenti pristopajo k podanim ali izbranim temam in se po lastnih željah znotraj programa odločajo za projekte in njihovo realizacijo ter s tem izbirajo lastno smer razvoja v filmski scenografiji, gledališki scenografiji, kostumografiji, 2d ali 3d animaciji, filmu, videu, performansu in izdelavi lutk-animatroniki. 
Študij je osredotočen na procese, znanja in discipline kreiranja prostora v kontekstu dogodka-nastopa; na razumevanje konstrukcij, tekstur, kompozicije in barvnega kroga v realnem, metaforičnem in fikcijskem prostoru.

## Predavatelji
- Jaka Bonča
- Željko Hrs
- Gregor Kroupa
- Jasna Klančišar
- Alma Lapajne
- Miran Mohar
- Andrej Savski
- Pepi Sekulich (dekan)
- Maja Škerbot
- Aleksandra Vajd